# Mastura Ardalan

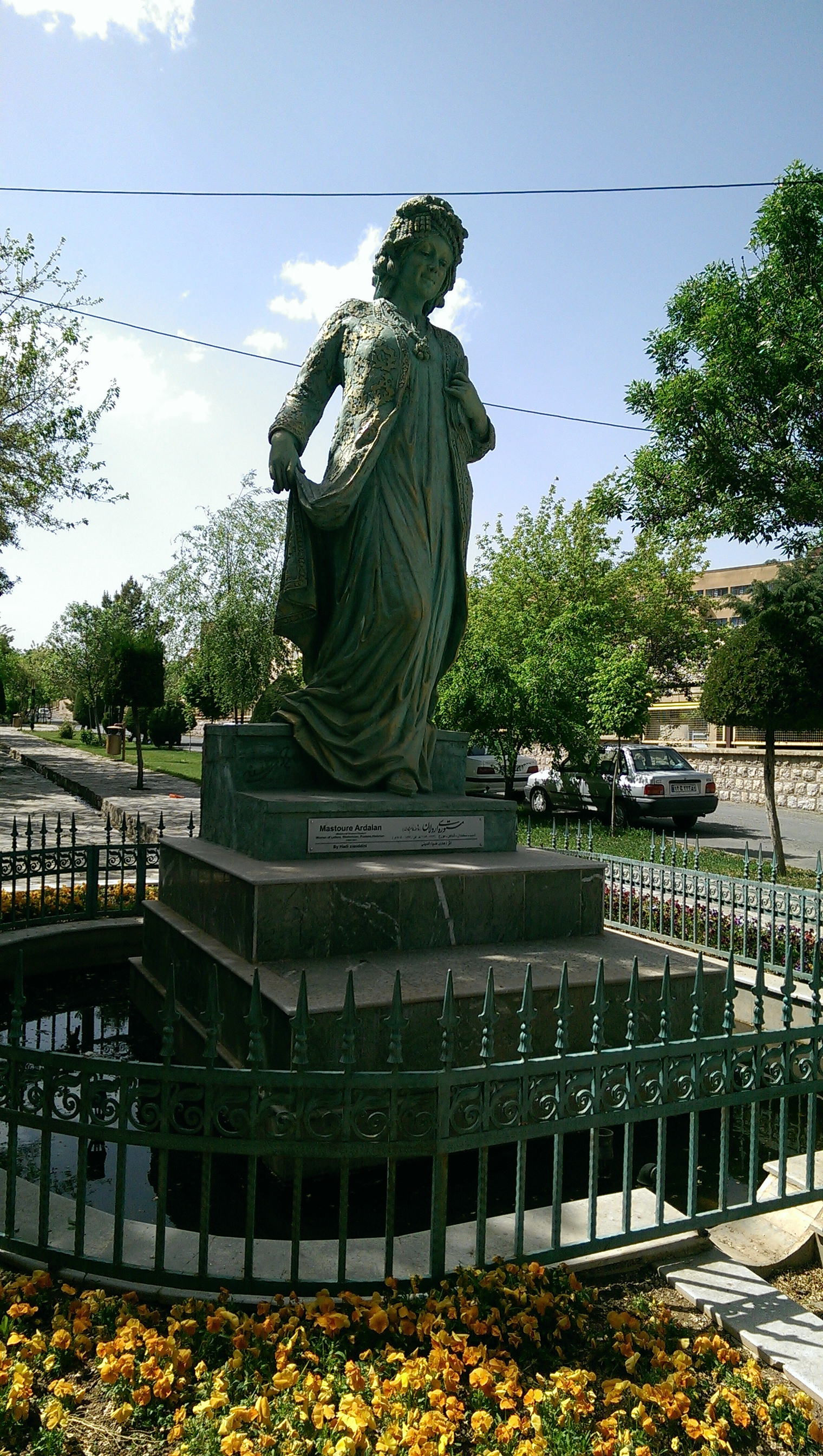
Statue von Mastura Ardalan in Sanandadsch (Bildhauer: Hadi Ziaoddinni)

Mastura Ardalan (kurdisch Mestûre Erdelan; * 1805 in Sanandadsch; † 1848; mit vollem Namen Mah Scharaf Khanom Mastoureh Ardalan) war eine iranische Poetin und Schriftstellerin kurdischer Abstammung.

## Leben
Mastura Ardalan kam in Senna auf die Welt und wuchs in Sulaimaniyya auf. Sie war ein Mitglied der feudalen Aristokratie im Fürstentum Ardalan. Sie studierte Kurdisch, Arabisch und Persisch unter der Anleitung ihres Vaters Abolhasan Beig Qadiri. Ihr Ehemann war Khasraw Khani Ardalan, der Fürst von Ardalan. Nach dem Tod ihres Ehemannes war das Fürstentum Ardalan sehr verwundbar und wurde im 18. Jahrhundert von den Kadscharen in den Zentralstaat einverleibt. Mastura Ardalan floh mit ihrer Familie zu den Baban, während ihr Sohn Reza Qulikhan von den Kadscharen gefangen genommen wurde.

## Wirkung und Ehrung
Sie schrieb einige Bücher über Poesie, Geschichte und Literatur. Hauptsächlich schrieb sie auf Hewramani bzw. Gorani und auf Persisch. Mastura Ardalan gilt als einzige weibliche Historikerin des Nahen Ostens bis zum 19. Jahrhundert. Sie schrieb z. B. über die Geschichte des Fürstentums Ardalan. Ihr 200. Geburtstag wurde vom 11. bis 15. Dezember 2005 mit einem Festival in Hewlêr gefeiert. Dort wurde dann auch eine Statue von ihr enthüllt.

## Werke auf Deutsch
- Mah Sharaf Khanum Kurdistani, E. I. Vasileva: Geschichte der Ardalan. ISBN 5-02-016559-X
- Masturah Kurdistani: Diwan. 1998, ISBN 964-6528-02-3, 238 S.